# Melanoseps uzungwensis
Melanoseps uzungwensis — вид сцинкоподібних ящірок родини сцинкових (Scincidae). Ендемік Танзанії.

## Поширення і екологія
Melanoseps uzungwensis мешкають в горах Удзунгва в східній Танзанії. Вони живуть у вічнозелених гірських лісах, на висоті від 1800 до 2000 м над рівнем моря.

## Збереження
МСОП класифікує цей вид як такий, що перебуває під загрозою зникнення. Melanoseps uzungwensis загрожує знищення природного середовища.